# 聖マリアンナ医科大学
聖マリアンナ医科大学（せいマリアンナいかだいがく、英語: St. Marianna University School of Medicine）は、神奈川県川崎市宮前区菅生2-16-1に本部を置く日本の私立大学。1971年創立、1971年大学設置。大学の略称は聖マリ、聖医大、聖マリ医大（内部では「マリアンナ」又は「聖マリ」と略す傾向が強い）。

## 概観
聖マリアンナ医科大学は、神奈川県川崎市宮前区に、カトリック系の財団法人聖マリアンナ会東横病院を母体として、1971年明石嘉聞博士によって東洋医科大学の名で創立された。民間病院が母体として開学した新設医大としては、当学と川崎医科大学・埼玉医科大学・杏林大学のみとなっている。
建学の精神は、「キリスト教的人類愛に根ざした、生命の尊厳を基調とする医師としての使命感を自覚し、人類社会に奉仕する人間の育成、ならびに専門的研究の成果を人類の福祉に活かしていく医師の養成」。学部では宗教学の講座がある。
6年間の学費は3,440万円(2014年度、自治会費や父兄会費等は別途)。付属の聖マリアンナ医科大学病院は、川崎市北西部では数少ない大規模な医療施設であり、地域医療の中核を担う。神奈川県初の救命救急センターの指定を受けている。
東急田園都市線・小田急小田原線の中間に位置し、両線の駅から離れているため、溝の口駅・宮前平駅・あざみ野駅・向ヶ丘遊園駅・生田駅・百合ヶ丘駅・新百合ヶ丘駅など、両線の複数の駅へ放射状にバス路線が伸び、バスが頻発している。各駅へはそれぞれ15～30分程度の時間を要する。
世界で5番目、アジアで初となるFIFA（国際サッカー連盟）メディカルセンターに指定されており、サッカー日本代表を支えている。
2014年4月22日、上智大学と教育・研究活動の交流と連携の推進を目的とした大学間交流に関する包括協定を締結。
2016年7月1日、田園調布学園大学及び川崎市宮前区との連携・協力に関する協定を締結。

## 沿革
- 1971年
  - 1月27日 - 学校法人東洋医科大学設置認可
  - 4月1日 - 東洋医科大学として開学
- 1973年4月1日 - 法人名を学校法人聖マリアンナ医科大学、大学名を聖マリアンナ医科大学に改称
- 1977年
  - 3月30日 - 聖マリアンナ医科大学大学院医学研究科設置認可
  - 4月1日 - 聖マリアンナ医科大学大学院医学研究科開学
- 1979年
  - 3月24日 - 看護専門学校設置認可
  - 4月1日 - 看護専門学校第1看護学科、第2看護学科開校
- 1988年3月31日 - 看護専門学校第2看護学科課程廃止
- 1995年9月1日 - 看護専門学校の課程を看護専門課程より医療専門課程に変更
- 1999年4月1日 - 6講座を統廃合し、大講座制に改組
- 2003年4月1日 - 講座及び学科目の再編成
- 2005年4月1日 - 聖マリアンナ医科大学大学院医学研究科の4専攻を医科学系専攻1専攻に統合
- 2021年10月14日 - 創立50周年

## 学部等
- 医学部
  - 医学科
- 看護専門学校
  - 看護学科（3年制）

## 大学院
- 医学研究科
  - 医科学系専攻

## 付属機関

### 大学構内
- 難病治療研究センター
- 医学情報センター
- 知財事業推進センター
- 聖マリアンナ医科大学病院
- 聖堂
- キリスト教文化センター

### 関連施設
- 聖マリアンナ医科大学横浜市西部病院（横浜市旭区）
  - 横浜市の三次救命救急、神奈川県の周産期センターの一つに指定されている。
- 川崎市立多摩病院（川崎市多摩区）
  - 川崎市による指定管理者として聖マリアンナ医科大学が管理
- 聖マリアンナ医科大学 ブレスト&イメージング先端医療センター附属クリニック（川崎市麻生区） - 小田急小田原線・小田急多摩線新百合ヶ丘駅から徒歩5分
  - 乳がんと画像診断に特化した専門病院。2009年3月に開設。
- 聖マリアンナ医科大学東横病院（川崎市中原区）
  - 1947年（昭和22年）に聖マリアンナ会東横病院として開院。聖マリアンナ医科大学病院と川崎市立多摩病院に機能を集約することになり、2024年（令和6年）3月末をもって閉院した[4][5]。

### 聖母マリア像
聖母マリアの像が、学内に設置してある。
- 大学病院…本館2階に安置。
- 西部病院…看護師寮と遊水池の間の小道の先に安置。

## 学費
聖マリアンナ医科大学医学部の学費は以下のとおりである。
学費
初年度学費
入学金　1,500,000円、授業料　3,700,000円、教育維持費　1,200,000円、教育充実費　500,000円、
・・・合計6,900,000円
次年度以降
授業料　3,700,000円、教育維持費　1,200,000円、教育充実費　600,000円、
・・・合計　5,500,000円
その他の徴収する費用
初年度
学生自治会費　5,000円、保護者会会費　112,000円、聖医会会費（同窓会費）　200,000円
次年度以降
学生自治会費　3,000円

## 学生生活

### 校歌
現校名改称時に制定。作詞：藤浦洸、作曲：古関裕而

### 学園祭
学園祭は「聖医祭」と呼ばれている。校内関係者や近隣住民の他、入院患者にも公開されている。

## 大学関係者と組織

### 大学関係者一覧
- 明石勝也 - 聖マリアンナ医科大学理事長
- 染谷一彦 - 名誉教授（内科）。岳父は古関裕而[7]。

## 不祥事
- 2018年7月 - 「2018年に発覚した医学部不正入試問題」。
- 2020年1月 - 第三者委員会は「医学部の入試に関して、女性と浪人生に対して差別的な扱いがあった」という結論の報告書を公表した[8]。
- 2020年2月5日 - 公益財団法人・大学基準協会は「入学者選抜の方法には明らかに問題がある」と判断し、問題発覚後に審査をやり直し2013年から17年度に「適合」としていた評価を変更し「不適合」にしたと発表した。大学が「不適合」の場合は、教育プログラムの開発に関する国の補助金を申請できなくなる[9]。